# 馬永魁

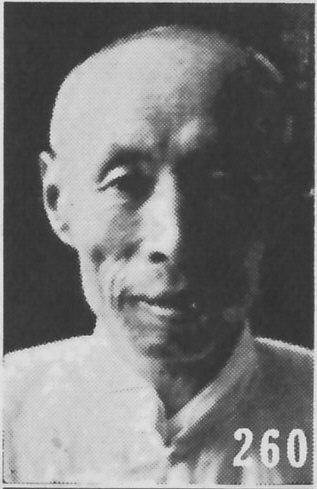

馬永魁（1874年—1940年代1945年前），籍贯不详，蒙疆联合自治政府高级官员。

## 生平

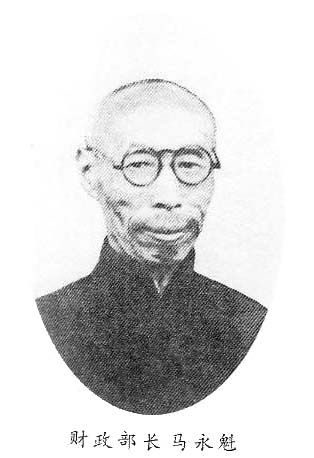

馬永魁原为山西大同商会会长。1937年日军占领大同后，他任大同治安维持会委员长，后和夏恭出任晋北自治政府最高委员。1937年11月蒙疆联合委员会成立，馬永魁任总务委员会委员。1938年8月1日，蒙疆联合委员会改组，增加总务、产业、保安、财政、民生和交通六个部，馬永魁任财政部部长。
1939年9月1日蒙疆联合自治政府成立，馬永魁任财政部部长。后来财政部改为经济部，他继续任经济部长。1943年秋，该政府进行机构改革，将经济部扩充为经济、产业、财改三部，调晋北政厅长官田汝弼为经济部长，吉尔嘎朗为财政部长，杜运宇为产业部长，原经济部长马永魁调任参议。后来他在任内去世。